# Saint-Denis-de-Jouhet
Saint-Denis-de-Jouhet är en kommun i departementet Indre i regionen Centre-Val de Loire i de centrala delarna av Frankrike. Kommunen ligger i kantonen Aigurande som tillhör arrondissementet La Châtre. År 2022 hade Saint-Denis-de-Jouhet 969 invånare.

## Befolkningsutveckling
Antalet invånare i kommunen Saint-Denis-de-Jouhet
Referens:INSEE